# Liste von Violinisten
Die Liste von Violinisten führt Musiker auf, die Violine als Solist oder als Kammermusiker spielen.
Bei Violinisten ohne Blaulink sollte ein Einzelnachweis als Beleg angefügt werden.

## Geiger in der Tradition des 17. und 18. Jahrhunderts
Sie waren in der Regel die Interpreten ihrer eigenen Kompositionen. Ihre Werke basierten auf dem Generalbass (bezifferter Bass), die Melodiestimme wurde nach Kunstfertigkeit und Gelegenheit beliebig ausgeschmückt oder variiert (improvisiert).
Johann Sebastian Bach war zu seiner Zeit eine Ausnahme, bei ihm galt es, die kleinste Notation zu berücksichtigen. Allerdings ließ auch er dynamische Anweisungen wie ‚piano‘, ‚forte‘, ‚crescendo‘ und Ähnliches meistens weg. Von Schmelzer, Biber, Bach und Telemann sind auch Werke für Violine solo (also ohne Basso Continuo) bekannt.
- Tomaso Albinoni (1671–1751)
- Johann Sebastian Bach (1685–1750)
- Thomas Baltzar (1631–1663)
- Heinrich Ignaz Franz Biber (1644–1704)
- Antonio Capuzzi (1755–1818)
- Arcangelo Corelli (1653–1713)
- Johann Wilhelm Cramer (1746–1799)
- Evaristo Felice Dall’Abaco (1675–1742)
- Matthew Dubourg (1703–1767)
- Carlo Farina (1600–1640)
- Francesco Geminiani (1687–1762)
- Jean-Marie Leclair (1697–1764)
- Pietro Locatelli (1695–1764)
- Francesco Manfredini (1684–1762)
- Biagio Marini (1594–1663)
- Michele Mascitti (1663–1760)
- Johann Georg Pisendel (1687–1755)
- Andreas Anton Schmelzer (1653–1701)
- Johann Heinrich Schmelzer (1623–1680)
- Giovanni Battista Somis (1686–1763)
- Giovanni Lorenzo Somis (1688–1775)
- Alessandro Stradella (1643–1682)
- Giuseppe Tartini (1692–1770)
- Carlo Tessarini (1690–1765)
- Giuseppe Torelli (1658–1709)
- Francesco Maria Veracini (1690–1768)
- Anna Maria dal Violin (1696–1782)
- Antonio Vivaldi (1678–1741)
- Giovanni Battista Vitali (1632–1692)
- Tomaso Antonio Vitali (1663–1745)
- Giovanni Buonaventura Viviani (1638–1692)
- Johann Jakob Walther (um 1650–1717)
- Johann Paul von Westhoff (1656–1705)

## Geiger in der Tradition des späteren 18. Jahrhunderts
- Pierre Baillot (1771–1842)
- Franz Benda (1709–1786)
- Bartolomeo Campagnoli (1751–1827)
- Christian Cannabich (1731–1798)
- Franz Clement (1780–1842)
- Johann Wilhelm Cramer (1746–1799)
- Pierre Gaviniès (1728–1800)
- Johann Gottlieb Graun (1703–1771)
- Johann Daniel Müller (1716 – nach 1785)
- François-Antoine Habeneck (1781–1849)
- Pieter Hellendaal (1721–1799)
- Karl Kohaut (1726–1784)
- Rodolphe Kreutzer (1766–1831)
- Antonio Lolli (um 1730–1802)
- Jean-Joseph Cassanéa de Mondonville (1711–1772)
- Leopold Mozart (1719–1787)
- Pietro Nardini (1722–1793)
- Gaetano Pugnani (1731–1798)
- Pierre Rode (1774–1830)
- Alessandro Rolla (1757–1841)
- Anton Stamitz (1754–1796)
- Carl Stamitz (1745–1801)
- Johann Stamitz (1717–1757)
- Giovanni Battista Viotti (1755–1824)

## Geiger in der Tradition des 19. Jahrhunderts
- Nikolai Jakowlewitsch Afanassjew (1821–1898)
- Jean-Delphin Alard (1815–1888)
- Leopold Auer (1845–1930)
- Charles-Auguste de Bériot (1802–1870)
- Franz Berwald (1796–1868)
- Joseph Böhm (1795–1876)
- Ole Bull (1810–1880)
- Mathieu Crickboom (1871–1947)
- Charles Dancla (1817–1907)
- Ferdinand David (1810–1873)
- Jakob Dont (1815–1888)
- František Drdla (1868–1944)
- Heinrich Wilhelm Ernst (1814–1865)
- Stefi Geyer (1888–1956)
- Georg Hellmesberger senior (1800–1873)
- Joseph Hellmesberger senior (1828–1893)
- Joseph Hellmesberger junior (1855–1907)
- Victor von Herzfeld (1856–1919)
- Willy Heß (1859–1939)
- Rosa Hochmann (1875–1955)
- Jan Hřímalý (1844–1915)
- Joseph Joachim (1831–1907)
- Ferdinand Laub (1832–1875)
- Hubert Léonard (1819–1890)
- Karol Lipiński (1790–1861)
- Alexei Fjodorowitsch Lwow (1798–1870)
- Armand Marsick (1877–1959)
- Martin Marsick (1847–1924)
- Henri Marteau (1874–1934)
- Lambert Massart (1811–1892)
- Joseph Mayseder (1789–1863)
- Jacques Féréol Mazas (1782–1849)
- Wilma Neruda (1839–1911)
- Niccolò Paganini (1782–1840)
- Franz Xaver Pecháček (1793–1840)
- Maud Powell (1867–1920)
- François Prume (1816–1849)
- Eduard Reményi (1828–1898)
- Oskar Rieding (1846–1916)
- Hubert Ries (1820–1886)
- Franz Ries (1846–1932)
- Arthur Saint-Léon (1815/21–1870)
- Siegfried Saloman (1816–1899)
- Pablo de Sarasate (1844–1908)
- Émile Sauret (1852–1920)
- Ossip Schnirlin (1868–1939)
- Ignaz Schuppanzigh (1776–1830)
- Camillo Sivori (1815–1894)
- Marie Soldat-Röger (1863–1955)
- Louis Spohr (1784–1859)
- Otakar Ševčík (1852–1934)
- Henri Vieuxtemps (1820–1881)
- Henryk Wieniawski (1835–1880)
- Gabriele Wietrowetz (1866–1937)
- August Wilhelmj (1845–1908)
- Franz Wohlfahrt (1833–1884)
- Eugène Ysaÿe (1858–1931)

## Geiger des 20. und 21. Jahrhunderts

### Verstorben

#### Klassik
- Anahid Ajemian (1924–2016)
- Félix Ayo (1933–2023)
- Oskar Back (1879–1963)
- Zlatko Baloković (1895–1965)
- Nina Michailowna Beilina (1937–2018)
- Lola Bobesco (1921–2003)
- Lilli Bohnke (1897–1928)
- Willi Boskovsky (1909–1991)
- Norbert Brainin (1923–2005)
- Thomas Brandis (1935–2017)
- Iona Brown (1941–2004)
- August Heinrich Bruinier (1897–1970)
- Anshel Brusilow (1928–2018)
- Adolf Busch (1891–1952)
- Pina Carmirelli (1914–1993)
- Lukas David (1934–2021)
- Dorothy DeLay (1917–2002)
- Gayle Dixon (1947–2008)
- Mischa Elman (1891–1967)
- George Enescu (1881–1955)
- Christian Ferras (1933–1982)
- Carl Flesch (1873–1944)
- Zino Francescatti (1902–1991)
- Thomas Füri (1947–2017)
- Ivan Galamian (1903–1981)
- György Garay (1909–1988)
- André Gertler (1907–1998)
- Ivry Gitlis (1922–2020)
- Szymon Goldberg (1909–1993)
- Arthur Grumiaux (1921–1986)
- Franco Gulli (1926–2001)
- Kurt Guntner (1939–2015)
- Ida Haendel (1928–2020)
- Bernhard Hamann (1909–1968)
- Alice Harnoncourt (1930–2022)
- Margaret Harrison (1899–1995)
- May Harrison (1890–1959)
- Josef Hassid (1923–1950)
- Kató Havas (1920–2018)
- Jascha Heifetz (1901–1987)
- Philippe Hirschhorn (1946–1990)
- Bronisław Huberman (1882–1947)
- Liana Issakadse (1946–2024)
- Joan Kalisch Kraber (1941–2013)
- Sándor Károlyi (1931–2022)
- Joe Kennedy, Jr. (1923–2004)
- Karl Klingler (1879–1971)
- Jaroslav Kocian (1883–1950)
- Rudolf Koeckert (1913–2005)
- Dmitri Kogan (1978–2017)
- Leonid Kogan (1924–1982)
- Viliam Kořínek (1915–2006)
- Takehisa Kosugi (1938–2018)
- Alois Kottmann (1929–2021)
- Herman Krebbers (1923–2018)
- Fritz Kreisler (1875–1962)
- Jan Kubelík (1880–1940)
- Georg Kulenkampff (1898–1948)
- Franz-Josef Kupczyk (1928–2012)
- Rainer Kussmaul (1946–2017)
- Jeanne Lamon (1949–2021)
- Jean Laurent (1909–2001)
- Susanne Lautenbacher (1932–2020)
- Maryvonne Le Dizès (1940–2024)
- Jean Lenert (1937–2023)
- Bruno Lenz (1911–2006)
- Marie Leonhardt (1928–2022)
- Walter Levin (1924–2017)
- Mark Lubotsky (1931–2021)
- Neville Marriner (1924–2016)
- Wolfgang Marschner (1926–2020)
- Wilhelm Melcher (1940–2005)
- Yehudi Menuhin (1916–1999)
- Roberto Michelucci (1922–2010)
- Nathan Milstein (1904–1992)
- Alma Moodie (1898–1943)
- Erika Morini (1904–1995)
- Tivadar Nachéz (1859–1930)
- Ginette Neveu (1919–1949)
- Ricardo Odnoposoff (1914–2004)
- David Oistrach (1908–1974)
- Igor Oistrach (1931–2021)
- Manoug Parikian (1920–1987)
- Massimo Paris (1953–2025)
- György Pauk (1936–2024)
- Edith Peinemann (1937–2023)
- Wiktor Pikaisen (1933–2023)
- Váša Příhoda (1900–1960)
- Michael Rabin (1936–1972)
- Ruggiero Ricci (1918–2012)
- Erich Röhn (1910–1985)
- Alma Rosé (1906–1944)
- Max Rostal (1905–1991)
- Peter Rybar (1913–2002)
- Horst Sannemüller (1918–2001)
- Manfred Scherzer (1933–2013)
- Grigori Schislin (1945–2017)
- Wolfgang Schneiderhan (1915–2002)
- Werner Scholz (1926–2012)
- Jaap Schröder (1925–2020)
- Michel Schwalbé (1919–2012)
- Oscar Shumsky (1917–2000)
- Mariana Sîrbu (1948/49–2023)
- Albert Spalding (1888–1953)
- Hellmut Stern (1928–2020)
- Isaac Stern (1920–2001)
- Josef Suk (1929–2011)
- Shinichi Suzuki (1898–1998)
- Henryk Szeryng (1918–1988)
- Joseph Szigeti (1892–1973)
- Gerhard Taschner (1922–1976)
- Jacques Thibaud (1880–1953)
- Roman Totenberg (1911–2012)
- Carl Herrmann Unthan (1848–1929)
- Tibor Varga (1921–2003)
- Sándor Végh (1912–1997)
- Gioconda de Vito (1907–1994)
- Josef Vlach (1923–1988)
- Bohdan Warchal (1930–2000)
- Wanda Wiłkomirska (1929–2018)
- Helmut Zacharias (1920–2002)
- Efrem Zimbalist (1889–1985)
- Dénes Zsigmondy (1922–2014)

#### Jazz
- Leon Abbey (1900–1975)
- Ramsey Ameen (1945–2019)
- Paul Ash (1891–1958)
- Svend Asmussen (1916–2017)
- Elek Bacsik (1926–1993)
- Billy Bang (1947–2011)
- Hannes Beckmann (1950–2016)
- John Blair (1943–2006)
- John Blake (1947–2014)
- Nipso Brantner (1935–1996)
- Jean-Pierre Catoul (1963–2001)
- Vassar Clements (1928–2005)
- Peter Compo (1932–2003)
- Noel DaCosta (1929–2002)
- Carroll Dickerson (1895–1957)
- Charlie Elgar (1879–1973)
- Roger Fanfant (1900–1966)
- Bamboula Ferret (1919–2008)
- Paul Fields (1943–2020)
- Jan Garber (1894–1977)
- Conrad von der Goltz (1928–2023)
- Stéphane Grappelli (1908–1997)
- Mal Hallett (1896–1952)
- Don Sugarcane Harris (1938–1999)
- Gale Hess (1955–2012)
- Hajo Hoffmann (1958–2015)
- Leroy Jenkins (1932–2007)
- Enrique Jorrín (1926–1987)
- Joe Kennedy, Jr. (1923–2004)
- Schmitto Kling (1946–2018)
- Wedeli Köhler (1949–2011)
- Didier Lockwood (1956–2018)
- Guy Lombardo (1902–1977)
- Harry Lookofsky (1913–1998)
- Alfred Lora (1931–2015)
- Bert Lown (1903–1962)
- Florence Malgoire (1960–2023)
- Matty Malneck (1904–1981)
- Herbert Mytteis (1916–1967)
- Ray Nance (1913–1976)
- Jimmy Palao (1879–1925)
- Ray Perry (1915–1950)
- Armand J. Piron (1888–1943)
- Frans Poptie (1918–2010)
- Schnuckenack Reinhardt (1921–2006)
- Leo Reisman (1897–1961)
- Michel Ripoche (1953–2024)
- Dan Russo (1885–1956)
- Jan Savitt (1907–1948)
- Efim Schachmeister (1894–1944)
- Zbigniew Seifert (1946–1979)
- Stuff Smith (1909–1967)
- Ginger Smock (1920–1995)
- Eddie South (1904–1962)
- Toni Stricker (1930–2022)
- Maciej Strzelczyk (1959–2021)
- Erskine Tate (1895–1978)
- Yves Teicher (1962–2022)
- Johnny Van Derrick (1926–1995)
- Joe Venuti (1903–1978)
- Michel Warlop (1911–1947)
- Helmut Weglinski (1925–1996)
- Zipflo Weinrich (1964–2018)
- Martin Weiss (1961–2024)
- Chela Weiss (1947–2004)
- Dick Wetmore (1927–2007)
- Michael White (1933–2016)
- Claude Williams (1908–2004)
- Titi Winterstein (1956–2008)
- Helmut Zacharias (1920–2002)
- Finn Ziegler (1935–2005)

### Aktiv

#### Klassik
- Salvatore Accardo (* 1941)
- Gottfried Ackermann (* 1951)
- Federico Agostini (* 1959)
- Christian Altenburger (* 1957)
- Pierre Amoyal (* 1949)
- Gilles Apap (* 1963)
- Shmuel Ashkenasi (* 1941)
- Emilie Autumn (* 1977/79)
- Lidia Baich (* 1981)
- Alexej Barchevitch (* 1976)
- Lisa Batiashvili (* 1979)
- Tanja Becker-Bender (* 1978)
- Ulrich Beetz (* 1948)
- Alban Beikircher (* 1968)
- Boris Belkin (* 1948)
- Joshua Bell (* 1967)
- Vera Beths (* 1946)
- Volker Biesenbender (* 1950)
- Lea Birringer (* 1986)
- Oscar Bohórquez (* 1979)
- Patricia Bosshard (* 1965)
- Marc Bouchkov (* 1991)
- Anna Brunner (* 1972)
- Renaud Capuçon (* 1976)
- Alexis Cárdenas (* 1976)
- Giuliano Carmignola (* 1951)
- Jonathan Carney (* 1963)
- Corey Cerovsek (* 1972)
- Layale Chaker (* 1990)
- Sarah Chang (* 1980)
- Stephanie Chase (* 1958)
- Ray Chen (* 1989)
- Ana Chumachenco (* 1945)
- Kyung-wha Chung (* 1948)
- Mirijam Contzen (* 1976)
- Johannes Denhoff (* 1958)
- Johannes Dickbauer (* 1984)
- Christoph Dingler (* 1986)
- Marie-Luise Dingler (* 1984)
- Florian Donderer (* 1969)
- Diamanda La Berge Dramm (* 1991)
- Alexandre Dubach (* 1955)
- Augustin Dumay (* 1949)
- Veronika Eberle (* 1988)
- Christiane Edinger (* 1945)
- Renate Eggebrecht (1944–2023)
- James Ehnes (* 1976)
- Joshua Epstein (* 1940)
- Frank-Michael Erben (* 1965)
- Jörg Faßmann (* 1966)
- Isabelle Faust (* 1972)
- Mark Feldman (* 1955)
- Julia Fischer (* 1983)
- Patrice Fontanarosa (* 1942)
- Vilde Frang (* 1986)
- Miriam Fried (* 1946)
- Jonathan Gandelsman (* 1978)
- Michail Gantwarg (* 1947)
- David Garrett (* 1980)
- Jeff Gauthier (* 1954)
- Saschko Gawriloff (* 1929)
- Mila Georgieva (* 1976)
- Alexander Gilman (* 1982)
- David Grimal (* 1973)
- Ilya Gringolts (* 1982)
- Michael Grube (1954–2024)
- Ilja Grubert (* 1954)
- Augustin Hadelich (* 1984)
- Kathrin ten Hagen (* 1982)
- Hilary Hahn (* 1979)
- Marcin Hałat (* 1981)
- Sebastian Hamann (* 1968)
- Susanna Yoko Henkel (* 1975)
- Ulf Hoelscher (* 1942)
- Latica Honda-Rosenberg (* 1971)
- Daniel Hope (* 1973)
- Václav Hudeček (* 1952)
- Thomas A. Irnberger (* 1985)
- Aija Izaks (* 1969)
- Sophia Jaffé (* 1980)
- Anna Jalving (* 1991)
- Janine Jansen (* 1978)
- Michael Jelden (* 1971)
- Leila Josefowicz (* 1977)
- Clara-Jumi Kang (* 1987)
- Daishin Kashimoto (* 1979)
- Leonidas Kavakos (* 1967)
- Nigel Kennedy (* 1956)
- Isabelle van Keulen (* 1966)
- Sergey Khachatryan (* 1985)
- Bijan Khadem-Missagh (* 1948)
- Martha Khadem-Missagh (* 1979)
- Vahid Khadem-Missagh (* 1977)
- Tim Kliphuis (* 1974)
- Nicolas Koeckert (* 1979)
- Rudolf Koelman (* 1959)
- Wolfgang Kohlhaußen (1947–2025)
- Rachel Kolly d’Alba (* 1981)
- Patricia Kopatchinskaja (* 1977)
- Natasha Korsakova (* 1973)
- Boris Kottmann (* 1964)
- Bojidara Kouzmanova (* 1977)
- Ernst Kovacic (* 1943)
- Gidon Kremer (* 1947)
- Konstanty Kulka (* 1947)
- Dalia Kuznecovaitė (* 1988)
- Martin Lehnfeld (* 1959)
- Luz Leskowitz (* 1943)
- Joanna Lewis (* 1963)
- Cho-Liang Lin (* 1960)
- Eva Lindal (* 1958)
- Raimund Lissy (* 1966)
- Tasmin Little (* 1965)
- Maria-Elisabeth Lott (* 1987)
- Cora Venus Lunny (* 1982)
- Igor Malinovsky (* 1977)
- Leo Marillier (* 1994?)
- Florian Meierott (* 1968)
- Anne Akiko Meyers (* 1970)
- Midori (* 1971)
- Shlomo Mintz (* 1957)
- Leticia Moreno (* 1985)
- Viktoria Mullova (* 1959)
- Anne-Sophie Mutter (* 1963)
- Lena Neudauer (* 1984)
- Bartek Nizioł (* 1974)
- Valery Oistrach (* 1961)
- Fanny Paccoud (* ≈1979)
- Tedi Papavrami (* 1971)
- Itzhak Perlman (* 1945)
- Franziska Pietsch (* 1969)
- Alina Pinchas (* 1988)
- Alina Pogostkina (* 1983)
- Sigrid Präsent (* 1964)
- Karolina Protsenko (* 2008)
- Julian Rachlin (* 1974)
- Michael Radanovics (* 1958)
- Kathinka Rebling (* 1941)
- Vadim Repin (* 1971)
- Yury Revich (* 1991)
- Sandro Roy (* 1994)
- Tatiana Samouil (* 1974)
- Mandhira de Saram (* 1984)
- Shunsuke Sato (* 1984)
- Alexander Scherbakow (* 1982)
- Benjamin Schmid (* 1968)
- Katrin Scholz (* 1969)
- Gert Schubert (* 1958)
- Erik Schumann (* 1982)
- Gil Shaham (* 1971)
- Marijn Simons (* 1982)
- Dmitri Sitkowetski (* 1954)
- Baiba Skride (* 1981)
- Maria Solozobova (* 1979)
- Nils-Erik Sparf (* 1952)
- Jela Špitková (* 1947)
- Sarah Spitzer (* 1984)
- Wladimir Spiwakow (* 1944)
- Alois Springer (* 1935)
- Daniel Stabrawa (* 1955)
- Anton Steck (* 1965)
- Arabella Steinbacher (* 1981)
- Barbara Streil (* 1977)
- Karl Suske (* 1934)
- Akiko Suwanai (* 1972)
- Vilmos Szabadi (* 1959)
- Marcus Tanneberger (* 1987)
- Adam Taubitz (* 1967)
- Arve Tellefsen (* 1936)
- Christian Tetzlaff (* 1966)
- Mark Tiktiner (* 1985)
- Wiktor Tretjakow (* 1946)
- Kirill Troussov (* 1982)
- Martina Trumpp (* 1986)
- Mirjam Tschopp (* 1976)
- Ingolf Turban (* 1964)
- Uto Ughi (* 1944)
- Maxim Vengerov (* 1974)
- Emmy Verhey (* 1949)
- Zino Vinnikov (* 1943)
- Wang Xiaming (* 1982)
- Antje Weithaas (* 1966)
- Yvo Wettstein (* 1975)
- Carolin Widmann (* 1976)
- Simon Wiener (* 1994)
- Florian Willeitner (* 1991)
- Christoph Wyneken (* 1941)
- Sinn Yang (* 1982)
- David Yonan
- Soyoung Yoon (* 1984)
- Antal Zalai (* 1981)
- Thomas Zehetmair (* 1961)
- Frank Peter Zimmermann (* 1965)
- Nikolaj Znaider (* 1975)
- Anna Zlotovskaya (* 1967)
- Pinchas Zukerman (* 1948)
- Jaap van Zweden (* 1960)

#### Alte Musik
- Thomas Albert (* 1953)
- Chiara Banchini (* 1946)
- Rémy Baudet (* 1947)
- Amandine Beyer (* 1974)
- Pavlo Beznosiuk (* 1960)
- Fabio Biondi (* 1961)
- Christine Busch (* 1966)
- Giuliano Carmignola (* 1951)
- Anaïs Chen (* 1980)
- Patrick Cohën-Akenine (* 1966)
- Lucy van Dael (* 1946)
- Florian Deuter (* 1965)
- Odile Edouard (* 1966)
- Margaret Faultless (* 1960)
- François Fernandez (* 1960)
- Enrico Gatti (* 1955)
- Sophie Gent
- Mira Glodeanu (* 1972)
- Reinhard Goebel (* 1952)
- Gottfried von der Goltz (* 1964)
- Richard Gwilt (* 1958)
- Rüdiger Lotter (* 1969)
- John Holloway (* 1948)
- Maya Homburger (* 1953)
- Monica Huggett (* 1953)
- Sigiswald Kuijken (* 1944)
- Manfredo Kraemer (* 1960)
- Hiro Kurosaki (* 1959)
- Gunar Letzbor (* 1961)
- Eva Lindal (* 1958)
- Catherine Mackintosh (* 1947)
- Andrew Manze (* 1965)
- Eduard Melkus (* 1928)
- Riccardo Minasi (* 1978)
- Stefano Montanari (* 1973)
- Petra Müllejans (* 1959)
- Enrico Onofri (* 1967)
- Fanny Paccoud (* ≈1979)
- David Plantier
- Rachel Podger (* 1968)
- Johannes Pramsohler (* 1980)
- Anne Röhrig (* 1955)
- Luís Otávio Santos (* 1972)
- Leila Schayegh (* 1975)
- Hélène Schmitt
- Ingrid Seifert (* 1952)
- Midori Seiler (* 1969)
- Annegret Siedel (* 1963)
- Chouchane Siranossian (* 1984)
- Veronika Skuplik (* 1964)
- Simon Standage (* 1941)
- Cosimo Stawiarski (* 1974)
- Anton Steck (* 1965)
- Daniel Stepner (* 1946)
- Ryō Terakado (* 1961)
- Lina Tur Bonet
- Mary Utiger (* 1958)
- Pablo Valetti
- Henning Vater (* 1960)
- Elizabeth Wallfisch (* 1952)

#### Jazz
- Martin Abbühl (* 1961)
- Jason Anick (* 1985)
- Yasmine Azaiez (* 1988)
- Adam Bałdych (* 1986)
- Sam Bardfeld (* 1968)
- Ulli Bartel (* 1959)
- Èlia Bastida (* 1995)
- Rudolf Berger (* 1954)
- Sarah Bernstein (* ≈1985)
- Baiju Bhatt (* 1988)
- Klemens Bittmann (* 1977)
- Pierre Blanchard (* 1956)
- Zach Brock (* 1974)
- Julia Brüssel (* 1993)
- Karen Briggs (1963)
- Jeffrey Bruinsma (* 1977)
- Charles Burnham (* 1950)
- Regina Carter (* 1966)
- Sara Caswell (* 1978)
- Alexandre Cavaliere (* 1985)
- Théo Ceccaldi (* 1986)
- Layale Chaker (* 1990)
- Tomasz Chyła (* 1989)
- Krzesimir Dębski (* 1953)
- Joe Deninzon (* 1974)
- Johannes Dickbauer (* 1984)
- Thomas Enhco (* 1988)
- Runo Ericksson (* 1934)
- Bjarke Falgren (* 1979)
- Mark Feldman (* 1955)
- Marta Forsberg (* 1989)
- Florence Fourcade (* 1961)
- Romeo Franz (* 1966)
- Simon Frick (* 1983)
- Oene van Geel (* 1973)
- Dawid Goloschtschokin (* 1944)
- Valentin Gregor (* 1963)
- Max Grosch (* 1974)
- Michael Gustorff (* 1958)
- Marcin Hałat (* 1981)
- Tuva Halse (* 1999)
- Finn Hauge (* 1950)
- Klaus Heuermann (* 1970)
- Mauretta Heinzelmann (* 1965)
- Friedmar Hitzer (* 1969)
- Maartje ten Hoorn (* 1957)
- Christian Howes (* 1972)
- Régis Huby (* 1969)
- Jason Kao Hwang (* 1957)
- Clément Janinet (* 1983)
- Elana James (* 1970)
- Kristian Jørgensen (1967–2025)
- Tanya Kalmanovitch (* 1970)
- Tim Kliphuis (* 1974)
- Line Kruse (* ≈1972)
- Ola Kvernberg (* 1981)
- Zoltán Lantos (* 1962)
- Jasper Le Clercq (* 1970)
- Sophia Lefeber (* 1992)
- Héloïse Lefebvre (* 1989)
- Zuzana Leharová (* 1982)
- Henry Lowther (* 1941)
- Dawid Lubowicz (* 1981)
- Sophie Lüssi (* 1977)
- Christoph Mallinger (* ≈1984)
- Mat Maneri (* 1969)
- Hugh Marsh (1955)
- Albrecht Maurer (* 1959)
- Fiona Monbet (* 1989)
- Sana Nagano (* 1984)
- Florin Niculescu (* 1967)
- Costel Nitescu (* 1970)
- Jim Nolet (* 1961)
- Mic Oechsner (* 1956)
- Jessica Pavone (* 1976)
- Dominique Pifarély (* 1957)
- Jean-Luc Ponty (* 1942)
- Carolin Pook (* 1981)
- Tobias Preisig (* 1981)
- Omar Puente (* 1961)
- Luluk Purwanto (* 1959)
- Michael Radanovics (* 1958)
- Maria Reich (* 1990)
- Zipflo Reinhardt (* 1949)
- Bastien Ribot (* 1968)
- Ernesto Rodrigues (* 1959)
- Sandro Roy (* 1994)
- Jenny Scheinman (* 1979)
- Benjamin Schmid (* 1968)
- Dorado Schmitt (* 1957)
- Andi Schreiber (* 1957)
- Laura Schuler (* 1987)
- Debora Seffer (* 1969)
- Mateusz Smoczyński (* 1984)
- Fabiana Striffler (* 1988)
- Mazz Swift (* ≈1975)
- Adam Taubitz (* 1967)
- Naoko Terai (* 1967)
- Tscho Theissing (* 1959)
- Scott Tixier (* 1986)
- Jelle van Tongeren (* 1980)
- Alfredo Triff (* 1954)
- Michał Urbaniak (* 1943)
- Urs Wäckerli (* 1945)
- Daniel Weltlinger (* 1977)
- Mathieu Werchowski (* 1973)
- Jörg Widmoser (* 1955)
- Florian Willeitner (* 1991)
- Marcus Woelfle (* 1964)
- Alice Zawadzki (* 1985)

#### Blues, Country, Folk, Rock, Pop …
- Darol Anger (* 1953)
- Dave Arbus (* 1941) (East of Eden)
- Laurie Anderson (* 1947)
- Emilie Autumn (* 1979)
- Yasmine Azaiez (* 1988)
- Jan Baruschke (* 1974)
- Miri Ben-Ari (* 1978)
- Volker Biesenbender (* 1960)
- Klemens Bittmann (* 1977)
- Allison Cornell
- Sharon Corr (* 1970)
- Anne de Wolff (* 1971)
- Ryan Delahoussaye (* 1976)
- Bjarke Falgren (* 1979)
- Alasdair Fraser (* 1955)
- Simon Frick (* 1983)
- David Garrett (* 1980)
- Jeff Gauthier (* 1954)
- Georgi Gogow (* 1948)
- Jerry Goodman (* 1943)
- Petra Haden (* 1971)
- Lili Haydn (* 1969)
- Martin Hayes (* 1961)
- Tobias Heindl (* 1974)
- Matt Howden (Sieben)
- Aleksey Igudesman (* 1973)
- Hans-Christian Jaenicke (* 1969)
- Elana James (* 1970)
- Thomas Kagermann (* 1950)
- Eyvind Kang (* 1971)
- Klaus der Geiger (* 1940)
- Aleksander Kolkowski (* 1959)
- Peter Knight (* 1947)
- Anna Katharina Kränzlein (* 1980)
- Alison Krauss (* 1971)
- Gundula Krause (* 1966)
- Line Kruse (* ≈1972)
- Roby Lakatos (* 1965)
- Tcha Limberger (* 1977)
- Susanne Lundeng (* 1959)
- Cora Venus Lunny (* 1982)
- Natalie MacMaster (* 1972)
- Vanessa-Mae (* 1978)
- Toni Marcus (* ≈1950)
- Hugh Marsh (1955)
- Agathe Max (* ≈1980)
- Mark O’Connor (* 1961)
- Mic Oechsner (* 1956)
- Nils Økland (* 1961)
- André Rieu (* 1949)
- Jon Rose (* 1951)
- Alexander Rybak (* 1986)
- John Sheahan (* 1939)
- Radek Stawarz (* 1973)
- Lindsey Stirling (* 1986)
- Ally Storch (* 1976)
- Mazz Swift (* ≈1975)
- Herman van Veen (* 1945)
- Phil Wachsmann (* 1944)
- Marcus Wall (* 1964)
- Hans Wintoch (* 1954)
- Christian Wirth (* 1973)
- Mark Wood (* ≈1957)
- Patryk Zakrocki (* 1974)